# Menara Telekom
Menara Telekom è un grattacielo di Kuala Lumpur, in Malaysia. È sede della Telekom Malaysia. All'interno dei suoi 55 piani l'edificio comprende un impianto sportivo e un teatro. Si trova a poca distanza dal Kerinchi Pylon, il pilone di energia più alto del Sud-est Asiatico. È stato completato nel 2001.